# Eldsundsviken

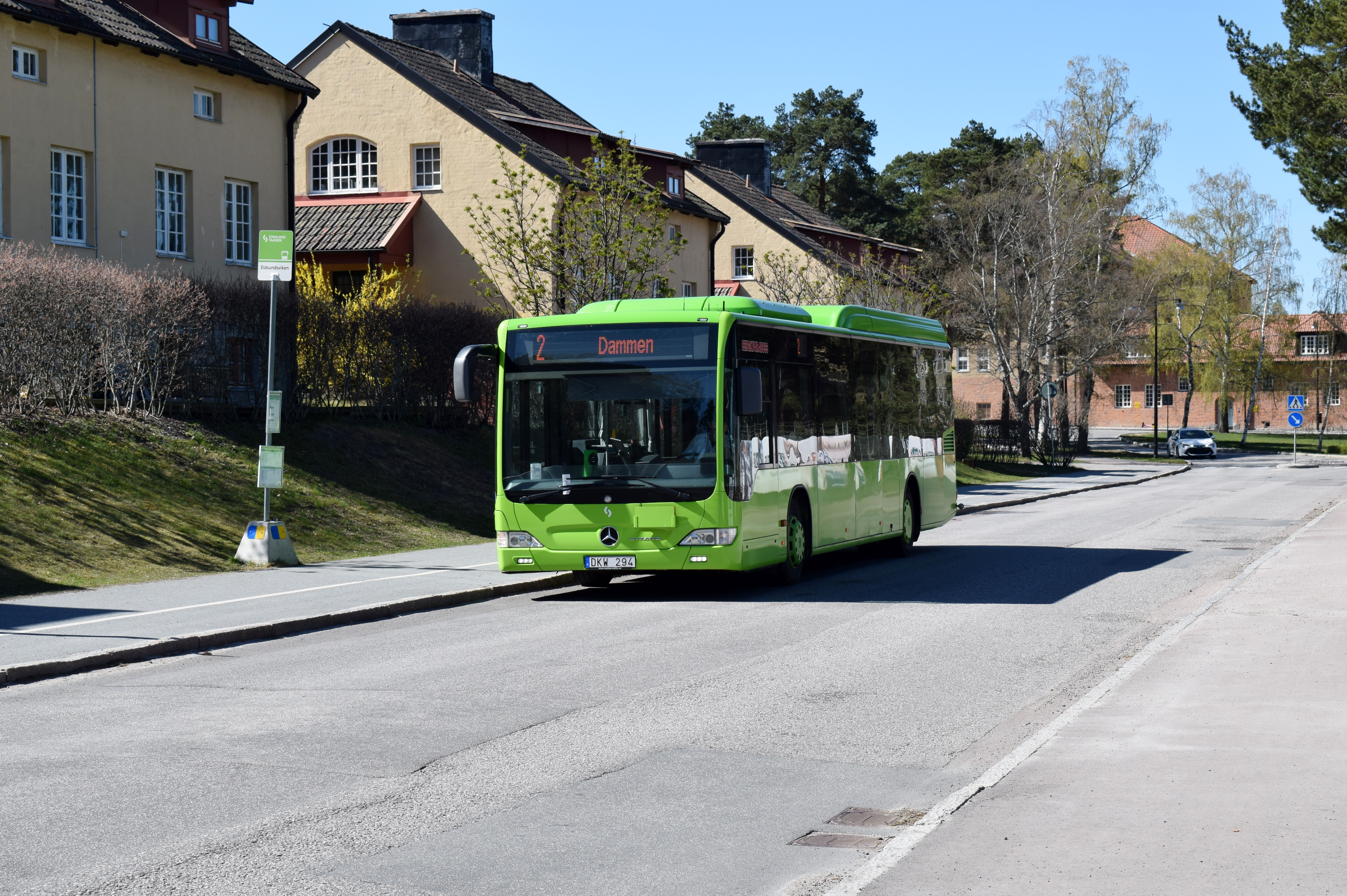
Busshållplatsen Eldsundsviken i april 2020.

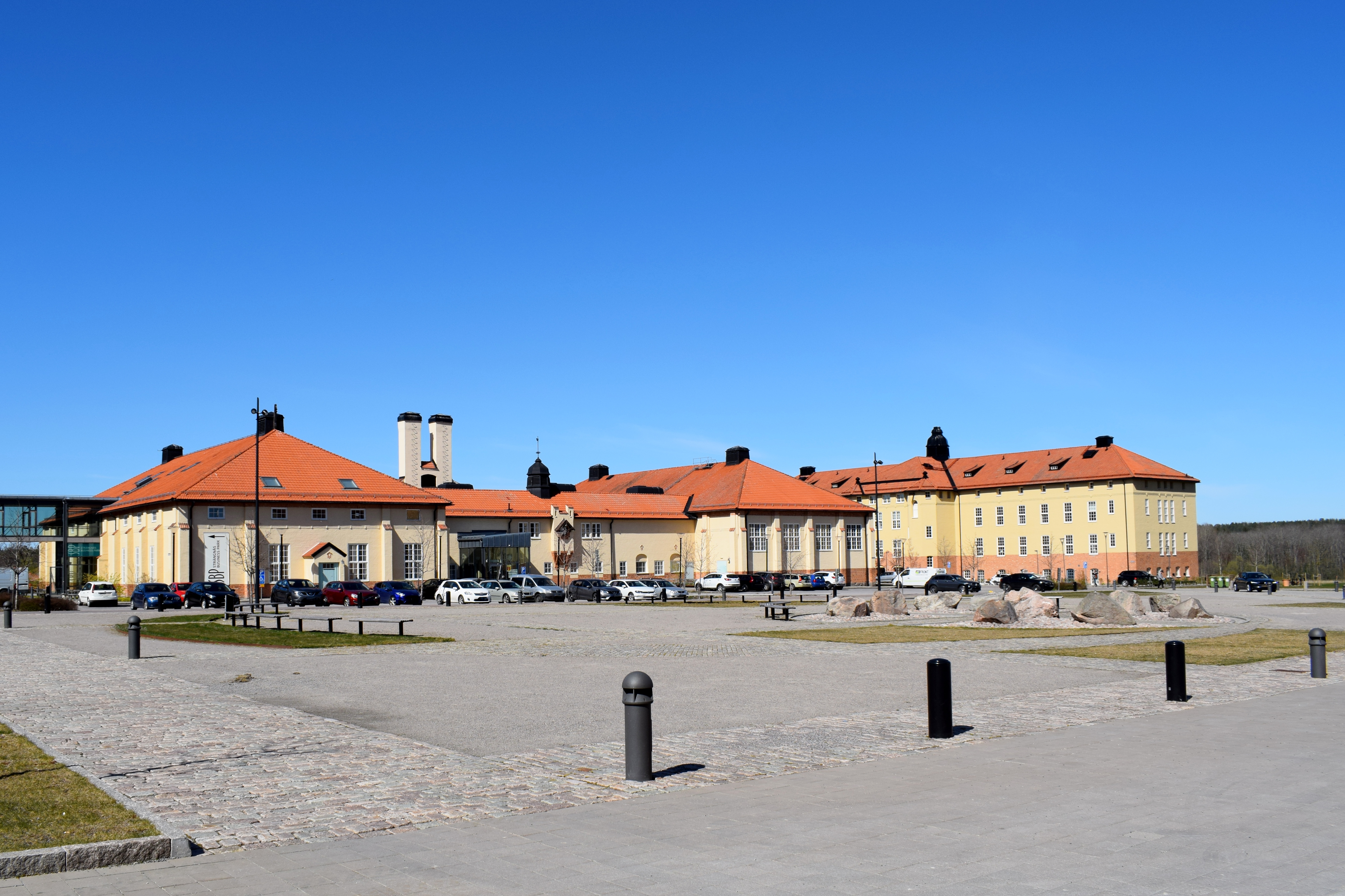
Kaserntorget i april 2020.

Eldsundsviken är en stadsdel i norra Strängnäs vid riksväg 55. Området bebyggs och exploateras av statliga Vasallen tillsammans med Strängnäs kommun. Stadsdelen består av det gamla garnisonsområdet vilket uppfördes åren 1916–1921 till Södermanlands regemente, vilka flyttades den 7 juli 1921 till Eldsundsviken. Området kom från 1963 att omfatta även den byggnad som uppfördes till Östra militärområdesstaben, byggnaden revs dock 2015. Det gamla garnisonsområdet övertogs av Vasallen den 1 augusti 2005. I samband med att Försvarsmakten lämnade området helt den 30 juni 2006, började Vasallen att omvandla området till en ny stadsdel i Strängnäs, innehållande bostäder, kontor och skolor med bland annat Thomasgymnasiet och hösten 2015 invigdes där ett nytt torg med namnet Kaserntorget.